# Ophrys kopetdagensis
Ophrys kopetdagensis är en orkidéart som beskrevs av K.P.Popov och Neshat. Ophrys kopetdagensis ingår i ofryssläktet, och familjen orkidéer. Inga underarter finns listade i Catalogue of Life.